# Septmoncel les Molunes
Septmoncel les Molunes is een gemeente in het Franse departement Jura (regio Bourgogne-Franche-Comté). De plaats maakt deel uit van het arrondissement Saint-Claude. Septmoncel les Molunes is op 1 januari 2017 ontstaan door de fusie van de gemeenten Septmoncel en Les Molunes. De gemeente telde 808 inwoners op 1 januari 2022.

## Geografie
De oppervlakte van Septmoncel les Molunes bedroeg op 1 januari 2022 39,91 vierkante kilometer; de bevolkingsdichtheid was toen 20,2 inwoners per km².

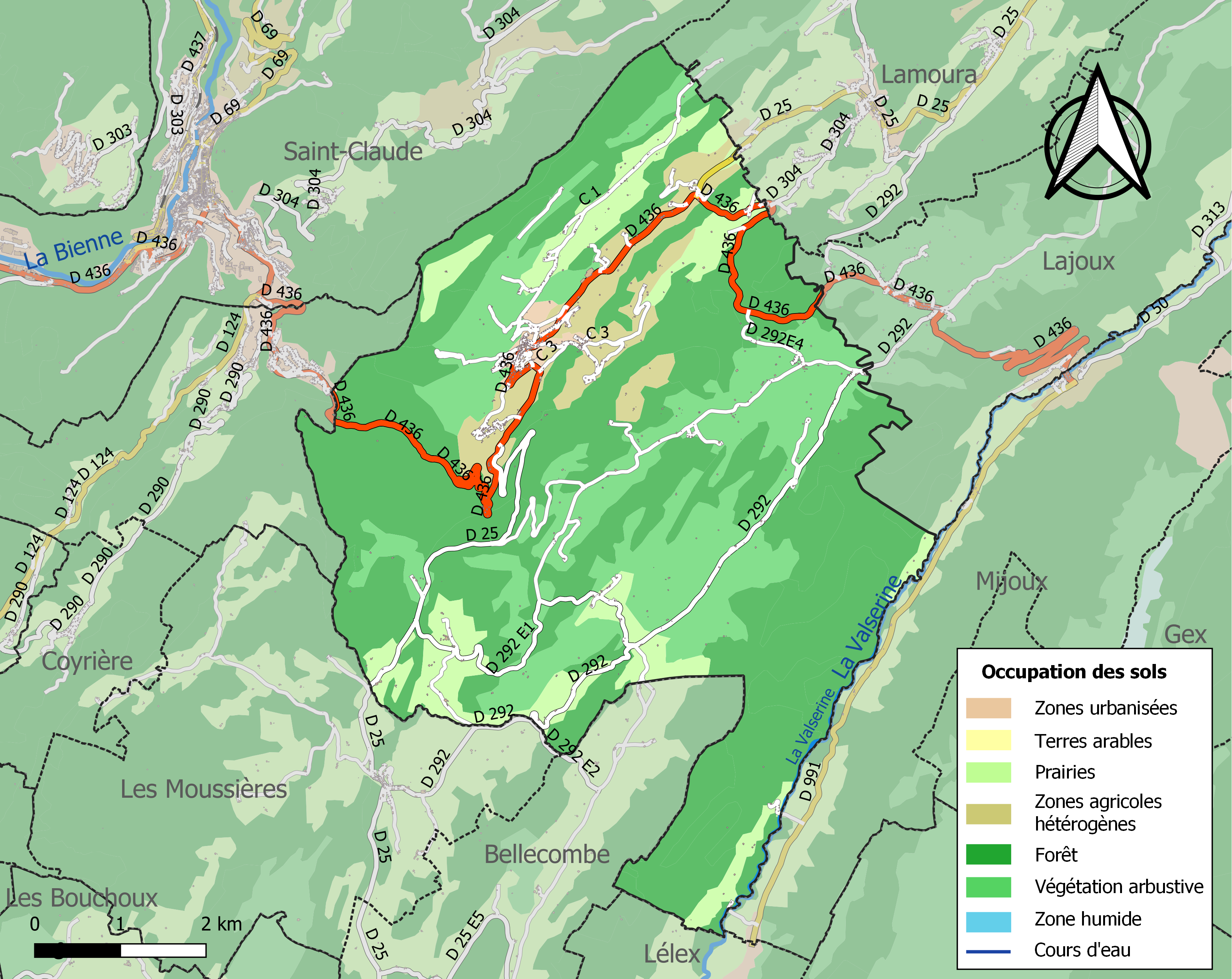
Kaart van de gemeente met de belangrijkste infrastructuur, bodemgebruik en omliggende gemeenten